# 218 Bianca
Bianca /biˈæŋkə/ (định danh hành tinh vi hình: 218 Bianca) là một tiểu hành tinh lớn kiểu S, ở vành đai chính. Ngày 4 tháng 9 năm 1880, nhà thiên văn học người Áo Johann Palisa phát hiện tiểu hành tinh Bianca khi ông thực hiện quan sát ở Pola và đặt tên nó theo tên ca sĩ opera người Áo-Hung nổi tiếng thời đó là Bianca Bianchi (tên thực là Bertha Schwarz). Các báo xuất bản ở Viên có nhiều bài viết về các tình huống chung quanh vinh dự dành cho nữ danh ca này trong mùa xuân năm 1882.
Cuối thập niên 1990, một mạng lưới các nhà thiên văn học khắp thế giới đã thu thập các dữ liệu đường cong ánh sáng, dùng để rút ra các trạng thái quay tròn và kiểu mẫu hình dạng của 10 tiểu hành tinh mới, trong đó có "218 Bianca".